# Braunia liebmanniana
Braunia liebmanniana är en bladmossart som beskrevs av W. P. Schimper in Bescherelle 1872. Braunia liebmanniana ingår i släktet Braunia och familjen Hedwigiaceae. Inga underarter finns listade i Catalogue of Life.